# Kanton Mareuil-sur-Lay-Dissais
Mareuil-sur-Lay-Dissais is een kanton van het departement Vendée in Frankrijk. Het kanton maakt deel uit van de arrondissementen Fontenay-le-Comte, La Roche-sur-Yon en Les Sables-d’Olonne.

## Gemeenten
Het kanton Mareuil-sur-Lay-Dissais omvatte tot 2014 de volgende 11 gemeenten:
- Bessay
- La Bretonnière-la-Claye
- Château-Guibert
- Corpe
- La Couture
- Mareuil-sur-Lay-Dissais (hoofdplaats)
- Moutiers-sur-le-Lay
- Péault
- Les Pineaux
- Rosnay
- Sainte-Pexine

Na de herindeling van de kantons bij decreet van 17 februari 2014, met uitwerking op 22 maart 2015, omvatte het kanton 28 gemeenten.
Op 1 januari 2016 werden de gemeenten Chaillé-sous-les-Ormeaux en Saint-Florent-des-Bois samengevoegd tot de fusiegemeente Rives de l'Yon.
Op 1 januari 2022 werden de gemeenten L'Aiguillon-sur-Mer en La Faute-sur-Mer samengevoegd tot de fusiegemeente (commune nouvelle) L'Aiguillon-la-Presqu'île.
Sindsdien omvat het kanton volgende gemeenten :
- L'Aiguillon-la-Presqu'île
- Angles
- Bessay
- La Boissière-des-Landes
- La Bretonnière-la-Claye
- Le Champ-Saint-Père
- Château-Guibert
- Corpe
- La Couture
- Curzon
- Le Givre
- La Jonchère
- Mareuil-sur-Lay-Dissais
- Moutiers-les-Mauxfaits
- Moutiers-sur-le-Lay
- Péault
- Les Pineaux
- Rives de l'Yon
- Rosnay
- Saint-Avaugourd-des-Landes
- Saint-Benoist-sur-Mer
- Saint-Cyr-en-Talmondais
- Saint-Vincent-sur-Graon
- Sainte-Pexine
- Le Tablier
- La Tranche-sur-Mer